# Taplejung (huyện)
Taplejung (tiếng Nepal:ताप्लेजुङ) là một huyện thuộc khu Mechi, vùng Đông Nepal, Nepal. Huyện này có diện tích 3646 km², dân số thời điểm năm 2001 là 134698 người.

## Dân số
Biến động dân số giai đoạn 1952-2001:
| Năm    | 1971  | 1981   | 1991   | 2001   |
| ------ | ----- | ------ | ------ | ------ |
| Dân số | 84715 | 120780 | 120053 | 134698 |